# Antoine de Lonhy
Antoine de Lonhy (documentato dal 1446 in Borgogna – morto verso il 1490 nel ducato di Savoia) è stato un pittore e miniatore francese, fu un artista itinerante, a lungo attivo in Piemonte.

## Biografia

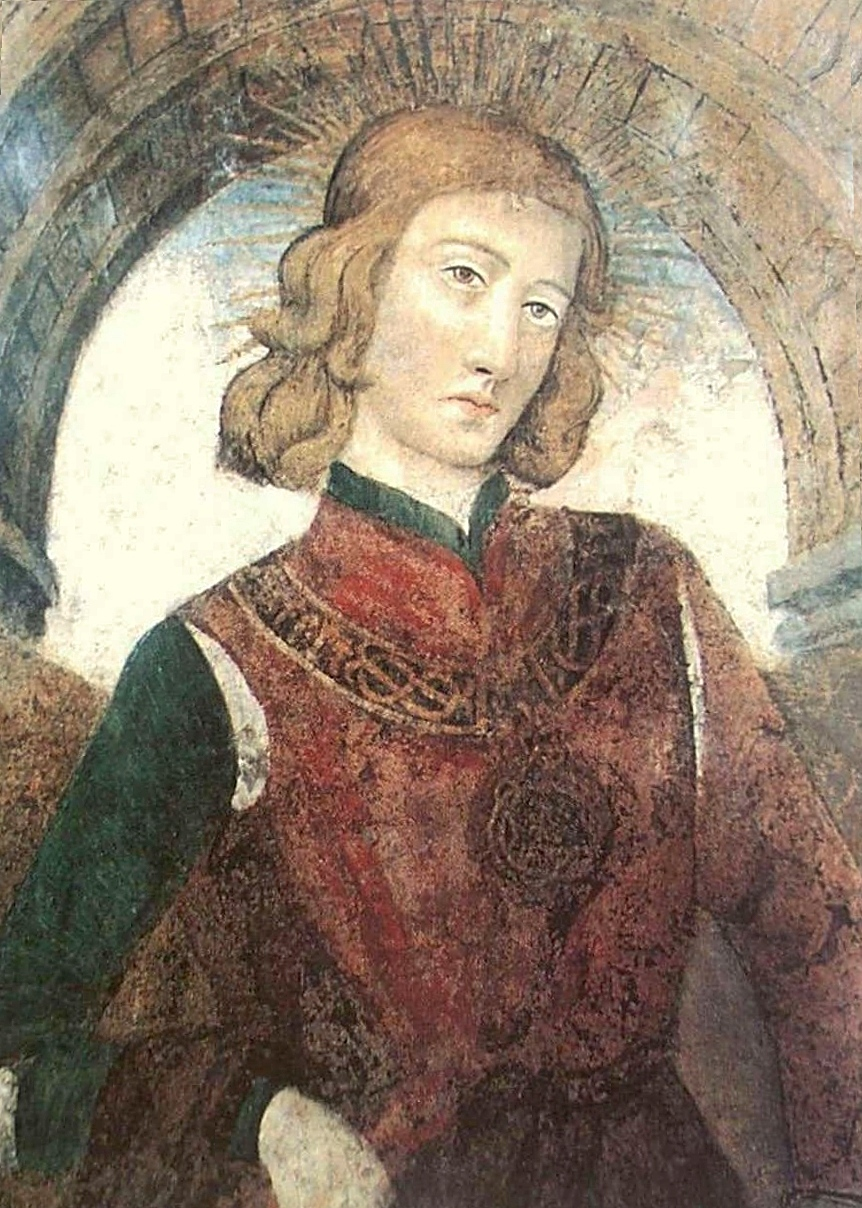
Antoine de Lonhy, Ritratto di Amedeo IX "il beato", affresco, post 1472, Torino, chiesa di San Domenico

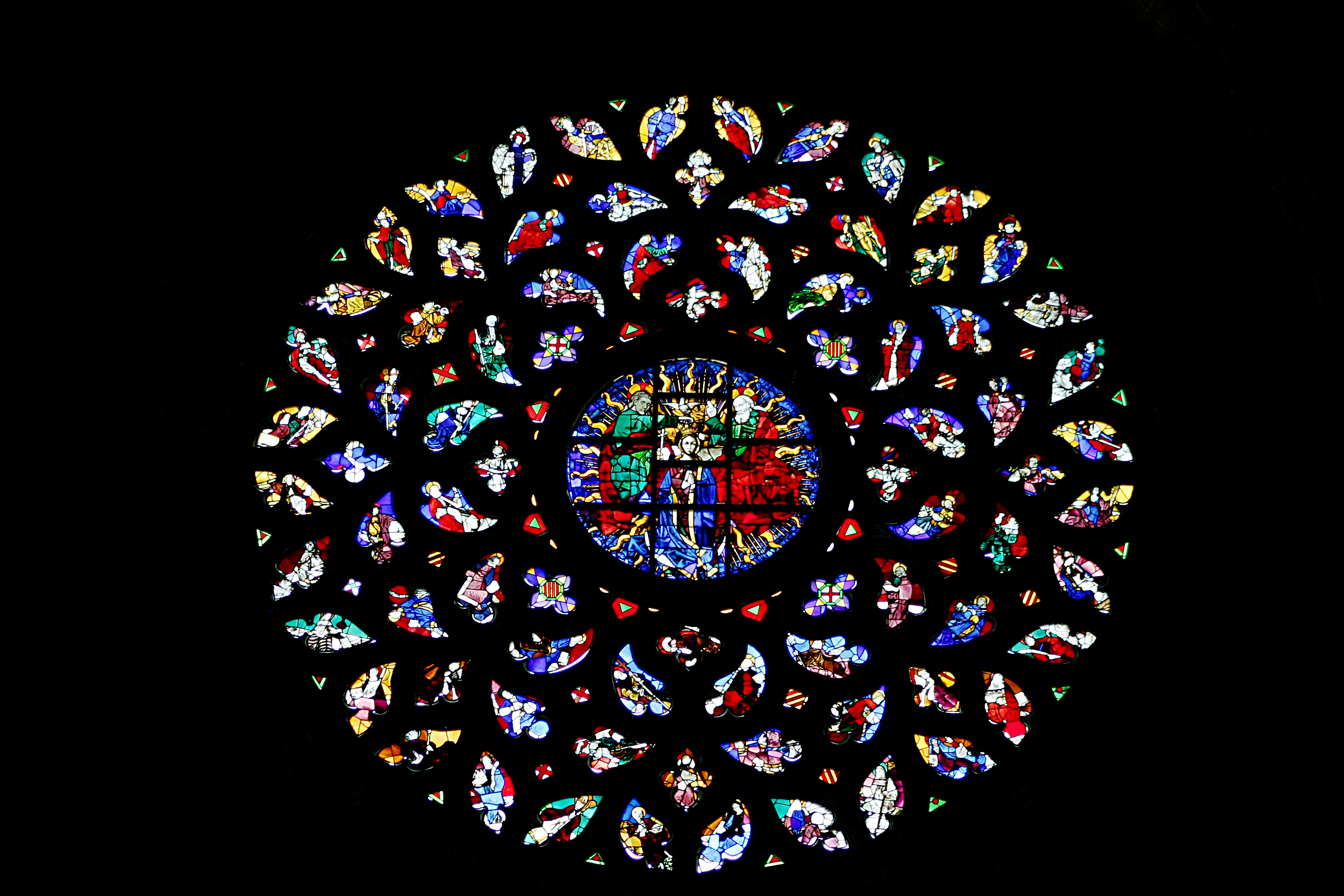
Rosone di Santa Maria del Mar

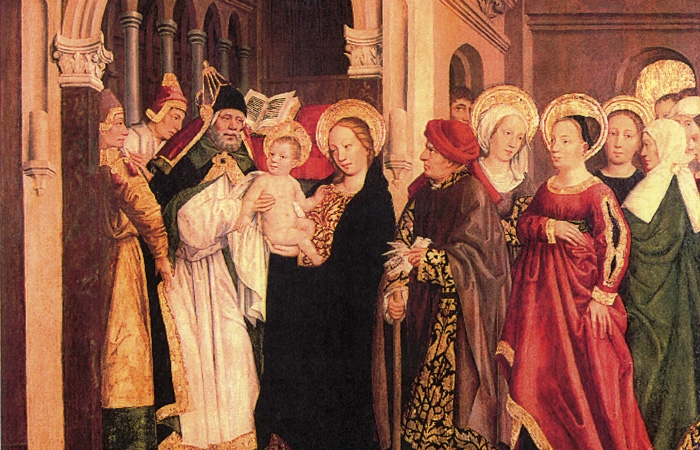
Presentazione al Tempio, Bob Jones University,. c.1480

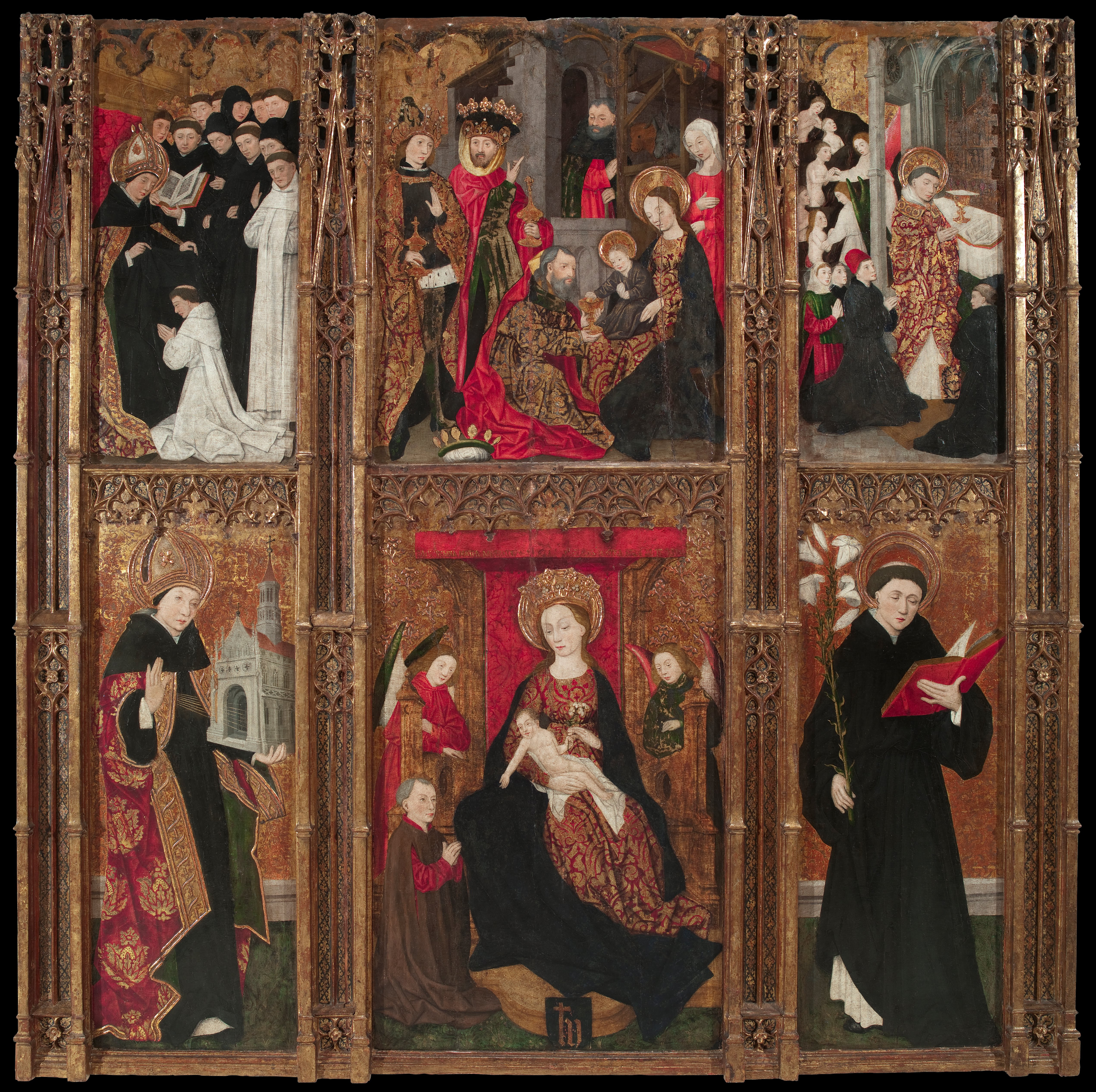
Polittico della Madre di Dio, Sant'Agostino e San Nicola da Tolentino

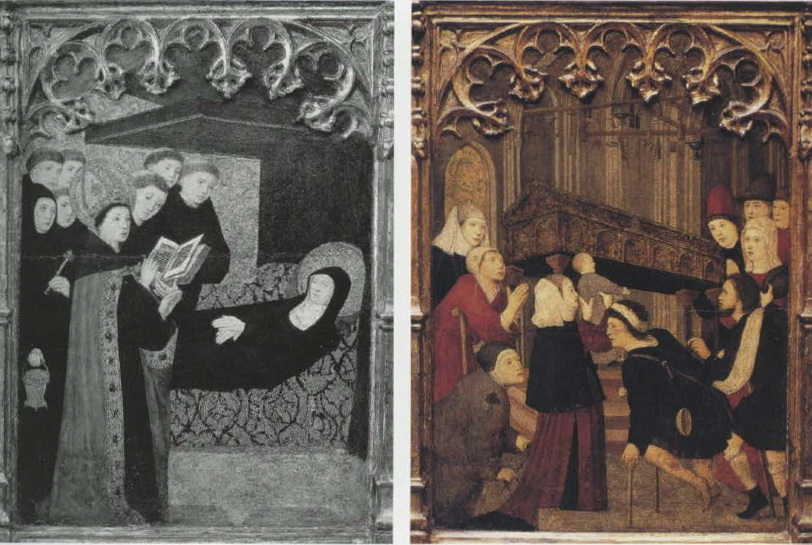
Le due tavole della predella al museo del Castello di Perelada

La identità di questo polivalente artista (oltre che pittore e miniatore fu anche maestro vetraio ed autore di disegni per ricami) è stata messa in luce solo in anni relativamente recenti grazie ai lavori di ricerca 
condotti in parallelo da alcuni studiosi. In precedenza egli era stato indicato con differenti nomi convenzionali: il "Maestro delle Ore di Saluzzo" (da un manoscritto miniato conservato alla British Library) o "Maestro della Trinità di Torino" (da uno dei suoi principali dipinti nel Museo civico d'arte antica del capoluogo piemontese.
Le ricerche menzionate hanno messo in evidenza come la sua formazione pittorica abbia avuto luogo nella Borgogna meridionale attorno al 1440 a contato con i modelli fiamminghi di Jan Van Eyck e di Rogier van der Weyden. Lavorò poi per importanti committenti come Nicolas Rolin, cancelliere di Filippo il Buono duca di Borgogna, secondo quanto attesta il più antico documento sulla sua attività pervenutoci (1446), o come Jean Germain, vescovo di Chalon-sur-Saône (1449). 
Agli inizi del decennio successivo, Antoine si trasferì a Tolosa ove realizzò gli affreschi della cappella di Santa Caterina nella chiesa di Notre-Dame de la Dalbade (1454). Durante il suo soggiorno in Linguadoca egli realizzò anche opere in miniatura, segnatamente per l'arcivescovo di Tolosa, Bernard de Rosier; realizzò altresì, su incarico delle autorità comunali, alcune vetrate per la sala grande del palazzo civico (1460) e un'illustrazione per il Livre des Histoires.  
Nello stesso anno (1460) lo troviamo attivo anche in Catalogna dove realizzò la vetrata per il rosone che orna la facciata della chiesa di Santa María del Mar in Barcellona e la pala d'altare per il monastero agostiniano della "Domus Dei" a Miralles,  Castellví de Rosanes. 
Da un atto notarile del 1462 apprendiamo che Antoine si era trasferito nel ducato di Savoia, ad Avigliana in Valle di Susa, presso Torino, e che cedeva ad un suo fiduciario il credito residuo che vantava per la pala d'altare del monastero agostiniano di Miralles. 

Non si conosce la circostanza che portò Antoine a lavorare nel Ducato di Savoia; è verosimile che sia lui il destinatario di un pagamento disposto a favore di un "maistre Anthoine pintre" per alcuni lavori decorativi eseguiti per Amedeo IX a Chambéry. Lo stesso Amedeo IX, "il beato", è ritratto in un affresco, eseguito dopo la sua morte (1472) nella chiesa di San Domenico a Torino. Per Iolanda di Francia, moglie di Amedeo IX e figlia di Carlo VII, re di Francia, Antoine eseguì una serie di miniature per il trattato Breve dicendorum compendium. Anche le cosiddette Ore di Saluzzo conservate alla British Library di Londra (che Antoine contribuì a miniare) sono opera di ambiente artistico savoiardo.
Il catalogo delle opere eseguite da Antoine de Lonhy nel suo lungo periodo di permanenza in Piemonte si è andato arricchendo di nuove attribuzioni: oltre la celebre Trinità (1465-1470) conservata al Museo civico d'arte antica di Torino, le sei piccole tavole con figure di Apostoli (provenienti dalla predella di un ignoto polittico smembrato) acquistate nel 2000 dallo stesso Museo civico, una tavola con Sant'Anna, la Vergine e il Bambino nel Duomo di Torino (sacrestia) ed altre ancora.
Si annoverano inoltre diverse opere legate alla valsusina Abbazia di Novalesa ai piedi del Moncenisio: l'importante ciclo di affreschi (recentemente restaurati) presso la Cappella Provana e nel presbiterio nella chiesa abbaziale dei Santi Pietro ed Andrea a Novalesa, un polittico realizzato per la stessa chiesa, opera della bottega di Lohny, ora conservato nella chiesa parrocchiale di Novalesa. 
Il suo stile si caratterizza per sapiente combinazione di impaginazione monumentale delle scene con una attenzione ai dettagli minuti; le sue figure sono spesso vestite con ricchi damaschi dalle pieghe ampie e profonde, mostrano espressioni sognanti e la loro carne è modellata con un'insolita morbidezza e luminosità.
L'influenza di Antoine del Lonhy, un pittore aggiornato sui raffinati modi stilistici delle Fiandre (forse meditati anche attraverso la lezione franco- provenzale di Barthélemy d'Eyck, il pittore ufficiale di Renato d'Angiò), passato attraverso il confronto con le novità artistiche del contesto barcellonese, sulle arti figurative piemontesi della seconda metà del XV secolo fu alquanto marcata, ma forse senza che si comprendesse appieno il portato innovativo del suo linguaggio artistico.
G. Romano osserva a questo riguardo
(G. Romano, Da Giacomo Pitterio ad Antoine de Lonhy, in "Primitivi piemontesi nei musei di Torino", op. cit. in bibliografia)

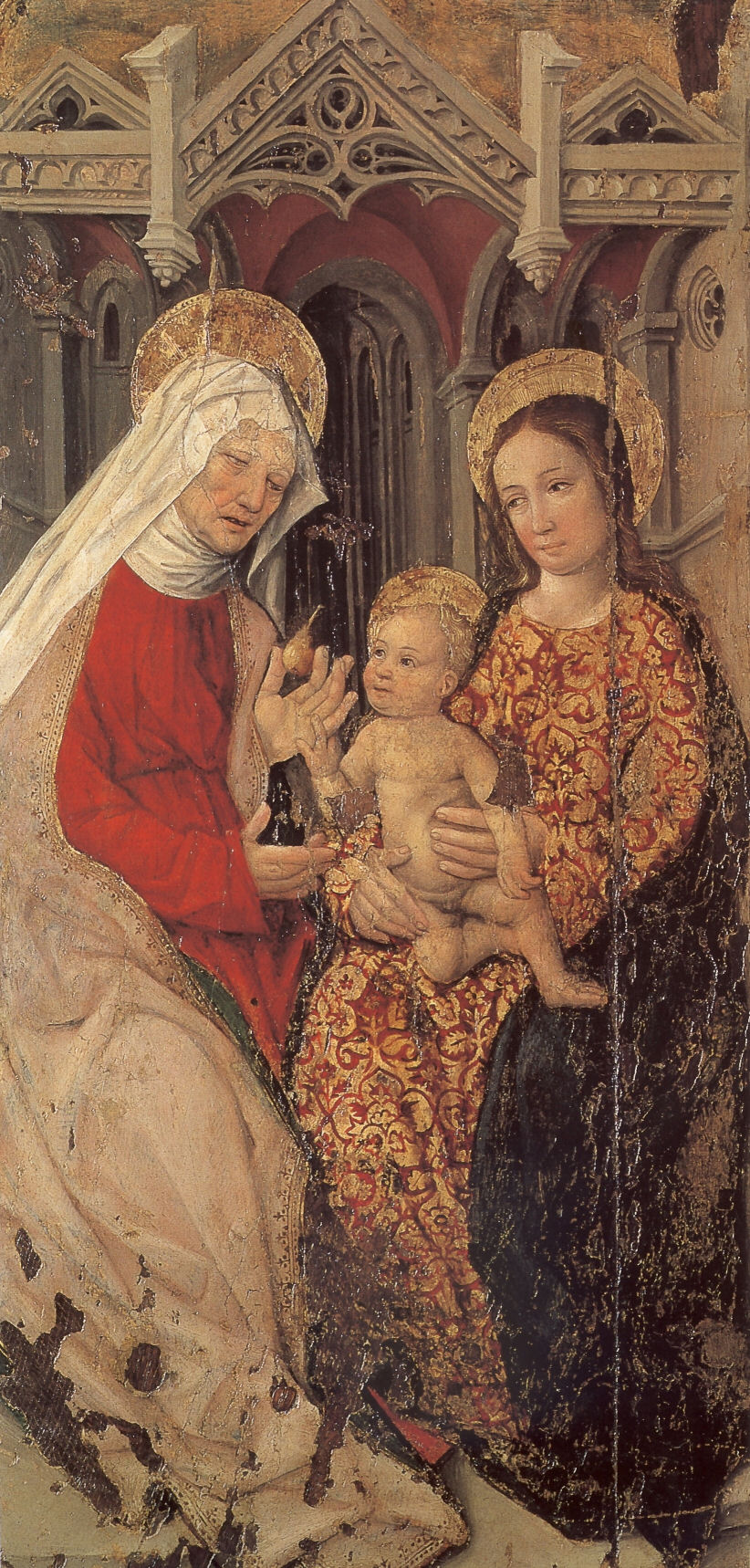
Santa Anna, la Madre di Dio e il Bambino, cattedrale di Toríno
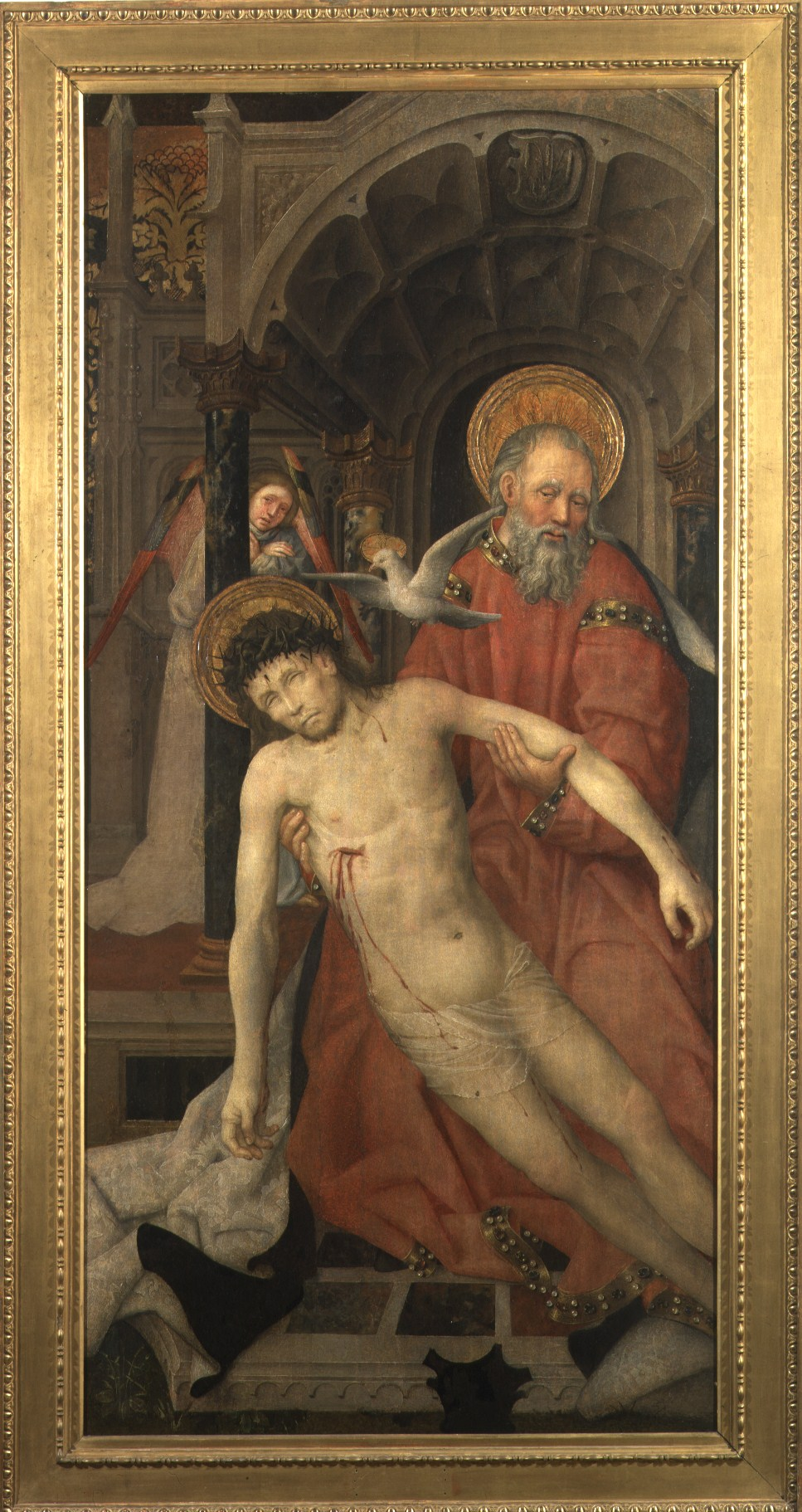
Trinita al Museo de Torino
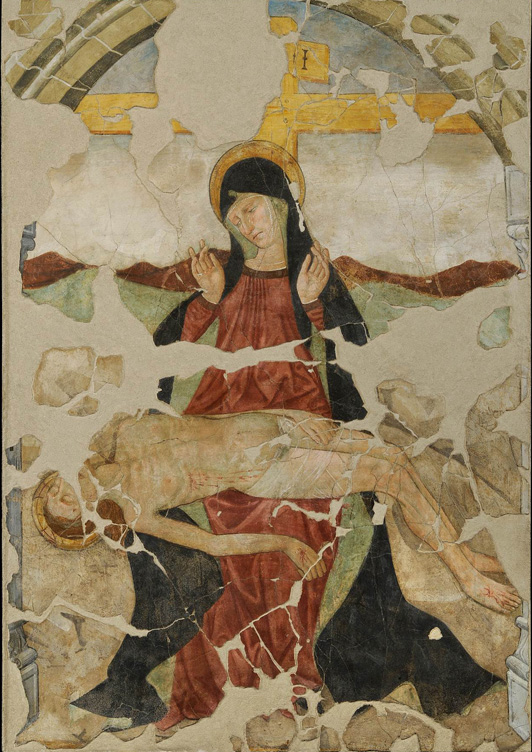
Pietà al Museo de Toríno
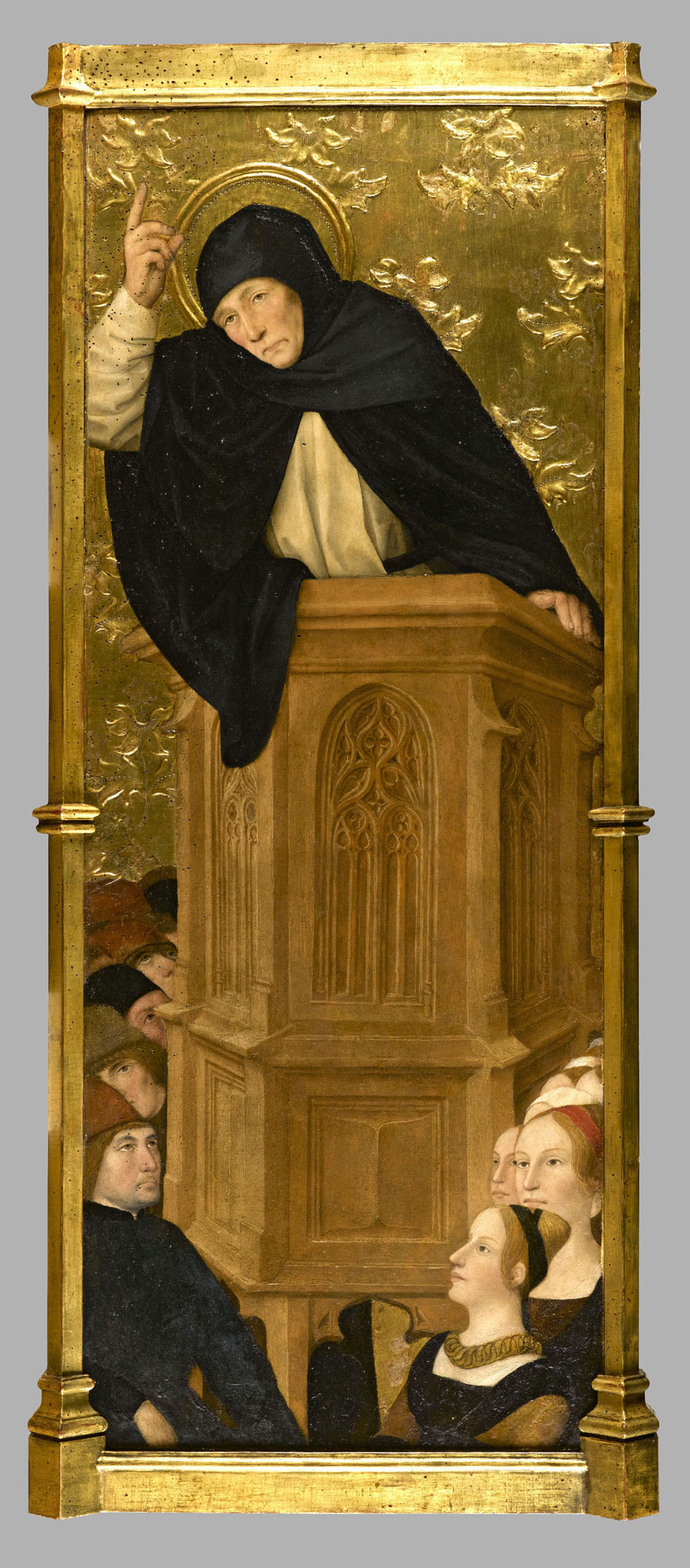
Sant Vicent Ferrer, al Museo di Cluny
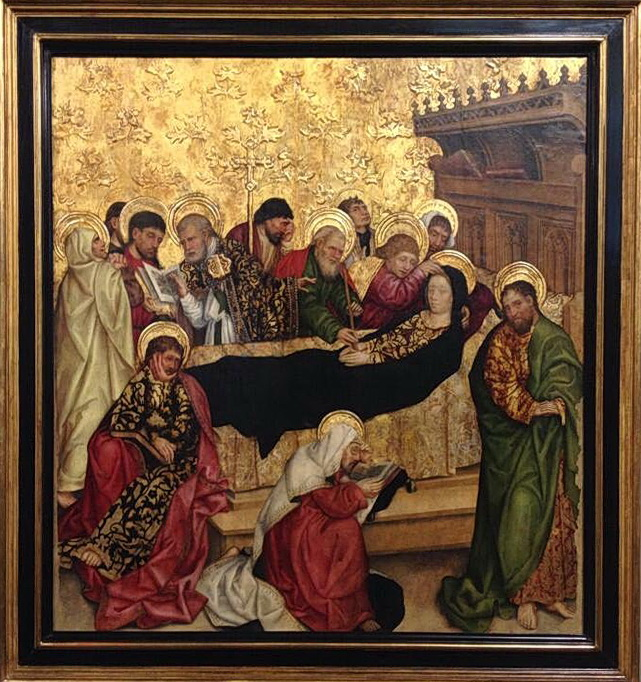
Morte della Vergine, col. privata

## Opere

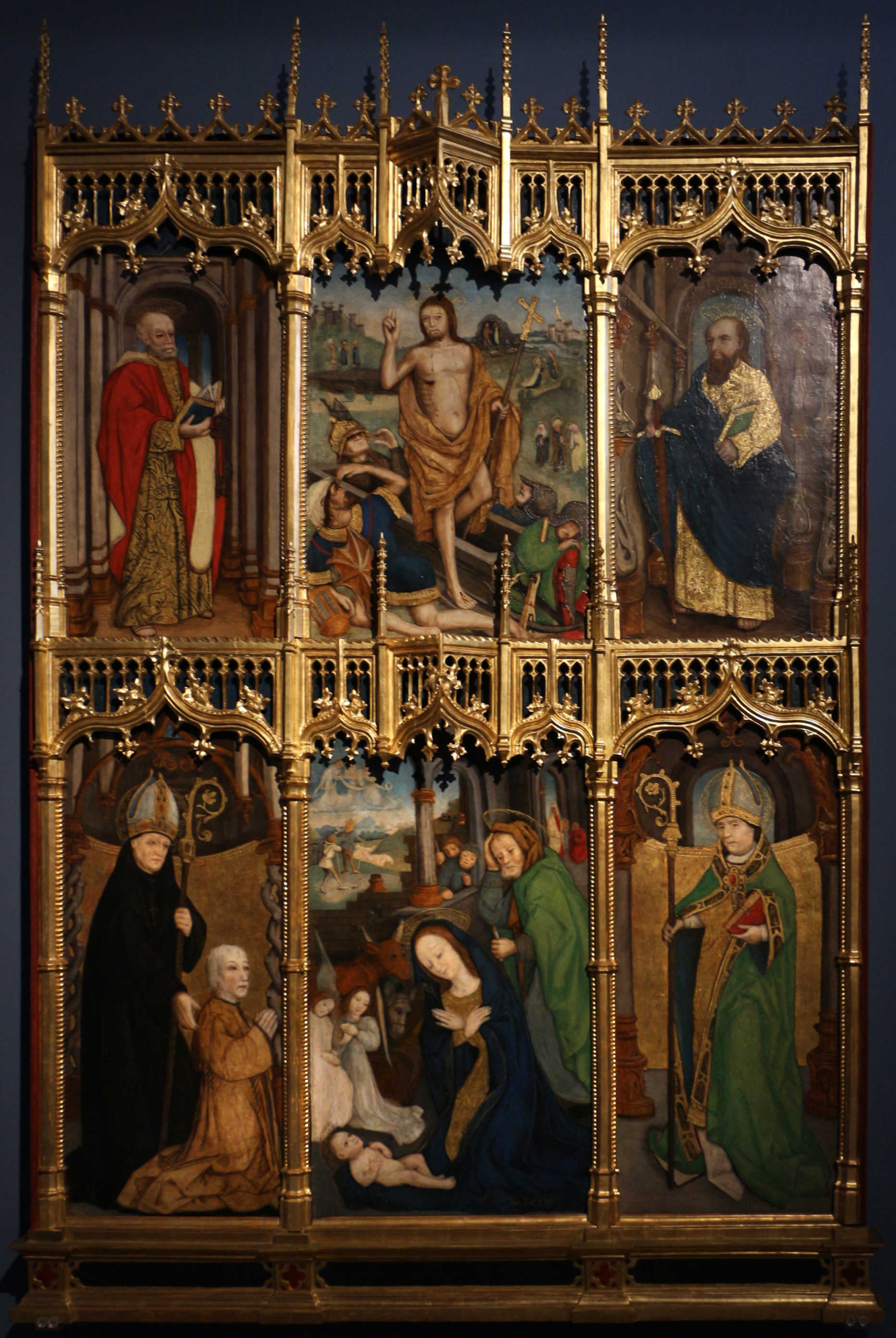
Antoine de Lonhy (bottega), Polittico della Natività, 1500 ca. (Novalesa, chiesa
parrocchiale di S. Stefano)

- Frammenti di affreschi staccati già presenti nella cappella di Santa Caterina nella chiesa di Notre-Dame de la Dalbade, 1454, Tolosa, Musée des Augustins
- Vetrata per il rosone della facciata della Chiesa di Santa María del Mar, Barcellona, 1460
- Pala d'altare del monastero agostiniano di Miralles, con figure della Vergine, Sant'Agostino e San Nicola da Tolentino), 1461-62, oggi divisa tra il  Museu nacional d'art de Catalunya a Barcellona (ove si conserva il corpo principale del polittico) ed il Museo del Castillo a Peralada (ove sono parti della predella)
- Trinità, tempera e oro su tavola trasportati su tela, 1465-1470 ca., Torino, Museo civico di arte antica Palazzo Madama
- San Matteo, San Pietro, San Giacomo Maggiore, San Giacomo Minore, San Simone, Sant'Andrea, tempera e oro su tavola, 1462-1470 ca., Torino, Museo civico di arte antica
- Ritratto di Amedeo IX di Savoia, affresco, post 1472, Torino, San Domenico
- Pietà, affresco staccato, 1480 ca., Torino, Museo civico di arte antica
- Frammenti di un polittico già nella chiesa di Battagliotti presso Avigliana), (figure mutile di San Francesco e Pietà), Torino, Galleria Sabauda
- Frammenti dell'altare maggiore della Collegiata di Sant'Orso di Aosta, tre frammenti di sportello con la liberazione di San Pietro e la caduta di Simon Mago, tempera e foglia d'oro su tavola, 1480-1490, Aosta, Tesoro della collegiata dei Santi Pietro e Orso
- Libro d'ore all'uso di Chalon-sur-Saone, codice miniato, Torino, Museo civico di arte antica
- Breve dicendorum compendium, codice miniato, 1477 ca., Torino, Biblioteca Nazionale
- Libro d'ore all'uso di Roma, codice miniato, 1470 ca., Baltimora, Walters Art Gallery
- Miniature delle Ore di Saluzzo, codice miniato, 1465 ca., Londra, British Library
- Tre tavole di un polittico smembrato :
  - San Domenico, Torino, Galleria Sabauda
  - Natività, Anversa, Mayer van der Bergh Museum
  - San Giovanni Battista e donatrice, collezione privata
- Presentazione del Bambino al tempio, tavola di un polittico, Greenville (Carolina del Sud), Bob Jones University Colletion
- Sant'Anna, la Vergine e il Bambino, tavola di un polittico, Torino, Duomo
- Adorazione del Bambino, Resurrezione e figure di santi, polittico della Natività eseguito con collaboratori, Novalesa, chiesa parrocchiale di Santo Stefano
- Ciclo di affreschi con Profeti e Monaci benedettini, Novalesa, Chiesa dell'Abbazia dei Santi Pietro e Andrea,

Tavole lignee provenienti dall'Abbazia di Vezzolano